# Trellick Tower
Trellick Tower is een woongebouw in de wijk North Kensington in Londen, Verenigd Koninkrijk. Het gebouw is 98 meter hoog maar met zendmast 120 meter. Het gebouw telt 31 verdiepingen en is in brutalistische stijl gebouwd door Ernő Goldfinger.  Zijn ontwerp was gebaseerd op de kleinere Balfron Tower, die hij eerder ontworpen had. Trellick Tower heeft ook overeenkomsten met Anniesland Court in Glasgow.

## Geschiedenis
De constructie liep van 1968 tot en met 1972. In de periode dat de toren opgeleverd werd, raakten de hoge woonflats uit de mode, doordat de autoriteiten de sociale problemen inzagen, die de toren veroorzaakten. Aan het einde van de jaren zeventig had de toren een slechte reputatie door criminaliteit en asociaal gedrag en wilden veel huurders er niet wonen.
Op 8 oktober 1984 werd een nieuwe bewonersvereniging opgericht. Door de druk die uitgeoefend werd door de bewoners werden er in het midden van de jaren tachtig veiligheidsmaatregelen genomen, waaronder een intercomsysteem en conciërge. De prijzen van de appartementen stegen en werden door sommige mensen als zeer gewild beschouwd.
In december 1989 werd een zendmast op het dak geīnstalleerd. Deze zender verhielp de problemen die sommige bewoners in naburige districten hadden met de ontvangst van televisiezenders.

## Ontwerp
Trellick Tower bestaat eigenlijk uit twee verbonden torens. In de grote toren bevinden zich appartementen en duplexwoningen.
In de smalle toren bevinden zich de liften, trappen, stortkokers en een boilerkamer. Het uitstekende gedeelte van deze toren bevat de mechanische ruimte. Door de boiler en warmwateropslagtanks dicht bij elkaar te zetten, reduceerde men het aantal pompen en leidingen. Doordat de pijpleidingen korter waren, verminderde men ook het warmteverlies door het reizen van water door de leidingen. Tegenwoordig heeft de toren elektrische boilers en staat de ruimte zo goed als leeg. Het plan om er een penthouse van te maken werd afgewezen.
De twee torens worden door een overloop met elkaar verbonden.

## In de media
Trellick Tower kan gezien worden in de film For Queen and Country uit 1988. Ook was de toren de filmlocatie voor de film Shopping uit 1994.
In de televisieshow Incredible Games uit het begin van de jaren negentig, werd de gehele zijde van het gebouw die op de foto te zien is gebruikt bij de aftiteling. In de eerste aflevering van de comedyserie My Life in Film kon de toren ook gezien worden.
In het nummer Best Days van Blur komt de Trellick Tower in de zin 'Trellicks Tower's been calling' naar voren. Emmy the Great heeft een lied geschreven genaamd Trellick Tower, het staat op het album Virtue. Daarnaast is de toren te zien in de volgende clips:
- For Tomorrow van Blur.
- Kingdom of Doom van de Leadzanger van Blur, Damon Albarn.
- I Shall Overcome van Hard-Fi.
- Tomorrow Comes Today van Gorillaz.
- Little 15 van Depeche Mode.